# Hrabstwo Walker (Teksas)

Piramida wieku hrabstwa

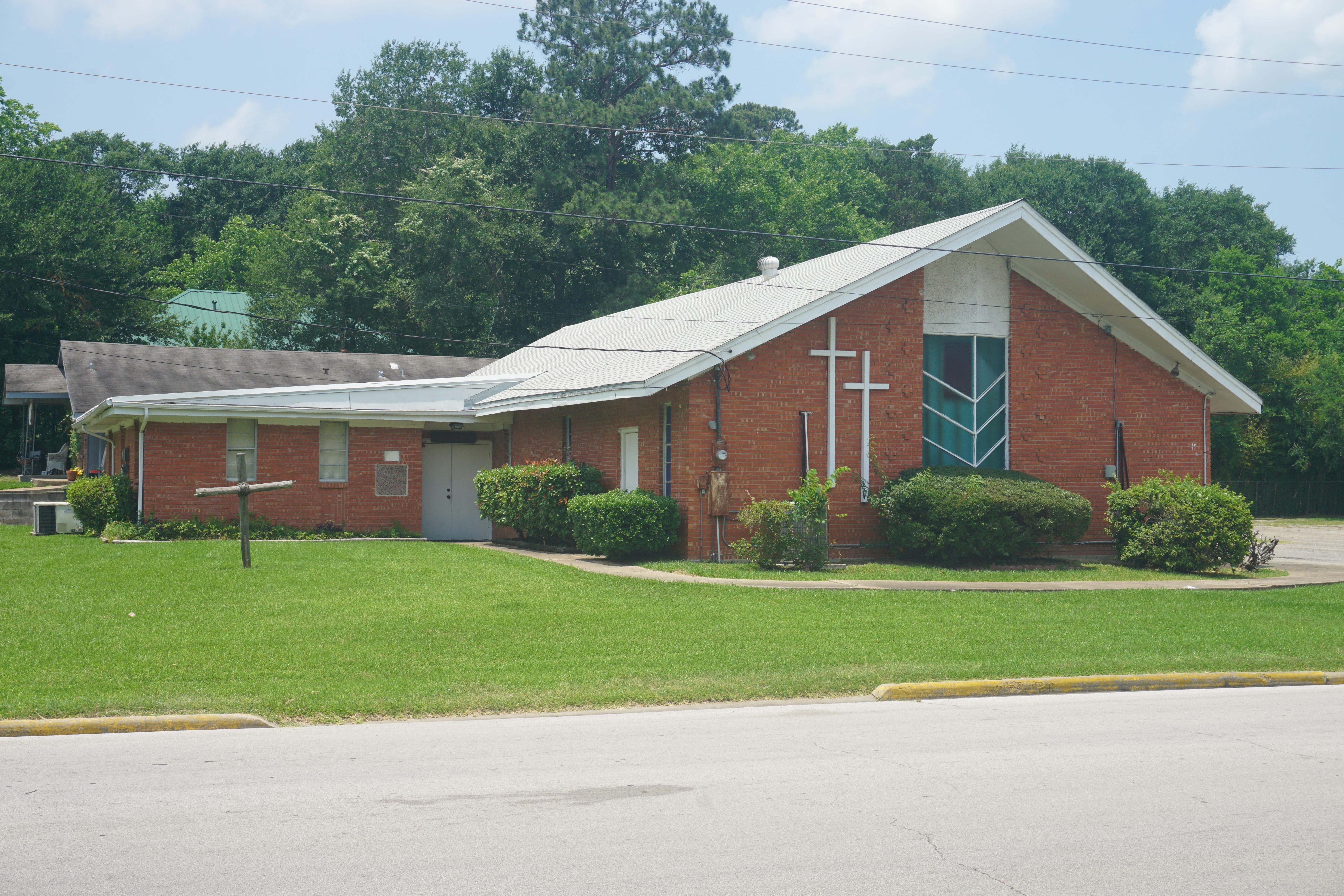
Kościół metodystyczny w Huntsville

Hrabstwo Walker – hrabstwo położone w USA, w stanie Teksas, w sąsiedztwie obszaru metropolitalnego Houston. Utworzone w 1846 r. Siedzibą hrabstwa jest miasto Huntsville, które skupia 60% mieszkańców hrabstwa. W hrabstwie znajduje się siedem więzień i związane z nimi biura administracyjne. 
Na północnym wschodzie hrabstwa znajduje się Jezioro Livingston (336 km²) i na południu Jezioro Conroe (85 km²). Obejmuje jedną trzecią (54 tys. akrów) narodowego lasu Sama Houstona.

## Gospodarka
Duża część hrabstwa jest własnością dwóch agencji publicznych, państwowego systemu więziennictwa i Państwowej Służby Leśnej. 56% areału gospodarstw to obszary pasterskie, 23% leśne i 17% zajmowały uprawy. 
- szkółkarstwo (16. miejsce w stanie w 2017), uprawa brzoskwiń, warzyw i orzechów pekan[5][6]
- hodowla koni, drobiu, trzody chlewnej, bydła i kóz[5]
- przemysł mleczny[5]
- produkcja siana[5]
- wydobycie gazu ziemnego i ropy naftowej[7].

Najpopularniejszymi sektorami zatrudnienia w hrabstwie Walker w 2020 roku, były: administracja publiczna (4856 osób), usługi edukacyjne (4635 osób), handel detaliczny (2679 osób), opieka zdrowotna i pomoc społeczna (2436 osób), oraz zakwaterowanie i usługi gastronomiczne (2099 osób).

## Sąsiednie hrabstwa
- Hrabstwo Houston (północ)
- Hrabstwo Trinity (północny wschód)
- Hrabstwo San Jacinto (wschód)
- Hrabstwo Montgomery (południe)
- Hrabstwo Grimes (zachód)
- Hrabstwo Madison (północny zachód)

## Miasta
- Huntsville
- New Waverly
- Riverside

## Demografia
W latach 2010–2020 populacja hrabstwa wzrosła o 12,6%, następnie w latach 2020–2023 o 6,4% i osiągnęła 81,3 tys. mieszkańców. 41,3% mieszkańców stanowią kobiety. Osoby białe niebędący Latynosami stanowią nieco ponad połowę mieszkańców (53,8%). Mieszkańcy deklarują głównie pochodzenie afroamerykańskie (20,3%), meksykańskie (17,7%), angielskie (13%), niemieckie (10,8%), irlandzkie (10%) i „amerykańskie” (8,8%).
Średni dochód gospodarstwa domowego (dane z 2023) w hrabstwie wynosi 49 862 dolarów, zaś dochód na mieszkańca 24 983 dolarów. 22,4% mieszkańców żyje poniżej relatywnej granicy ubóstwa, co sprawia, że jest to jedno z najbiedniejszych hrabstw we Wschodnim Teksasie.

## Religia
Członkostwo w 2020 roku:
- ewangelikalni – ok. 30% (gł. południowi baptyści – 14,4%, bezdenominacyjni – 7,6% i zielonoświątkowcy – ok. 5%)
- katolicy – 16,9%
- inni protestanci – 6,2% (gł. metodyści i baptyści)
- mormoni – 1,2%
- świadkowie Jehowy – 0,59%.